# سریک آمونیوم نیترات
سریک آمونیوم نیترات (به انگلیسی: Ceric ammonium nitrate) با فرمول شیمیایی H۸N۸CeO۱۸ یک ترکیب شیمیایی با شناسه پاب‌کم ۱۶۲۱۱۵۵۹ است. که جرم مولی آن 548.26 g/mol می‌باشد. شکل ظاهری این ترکیب، بلورهای قرمز-نارنجی است.